# 克里夫蘭縣 (奧克拉荷馬州)
克里夫蘭縣（英語：Cleveland County）是美国奧克拉荷馬州中部的一個郡，面積1,446平方公里。根據2020年美國人口普查，共有人口29萬5,528人。縣治諾曼（Norman）。州府奧克拉荷馬市小部分位於本縣。該縣成立於1889年。縣名紀念第22及24任美国总统格罗弗·克利夫兰。